# Katia Fox

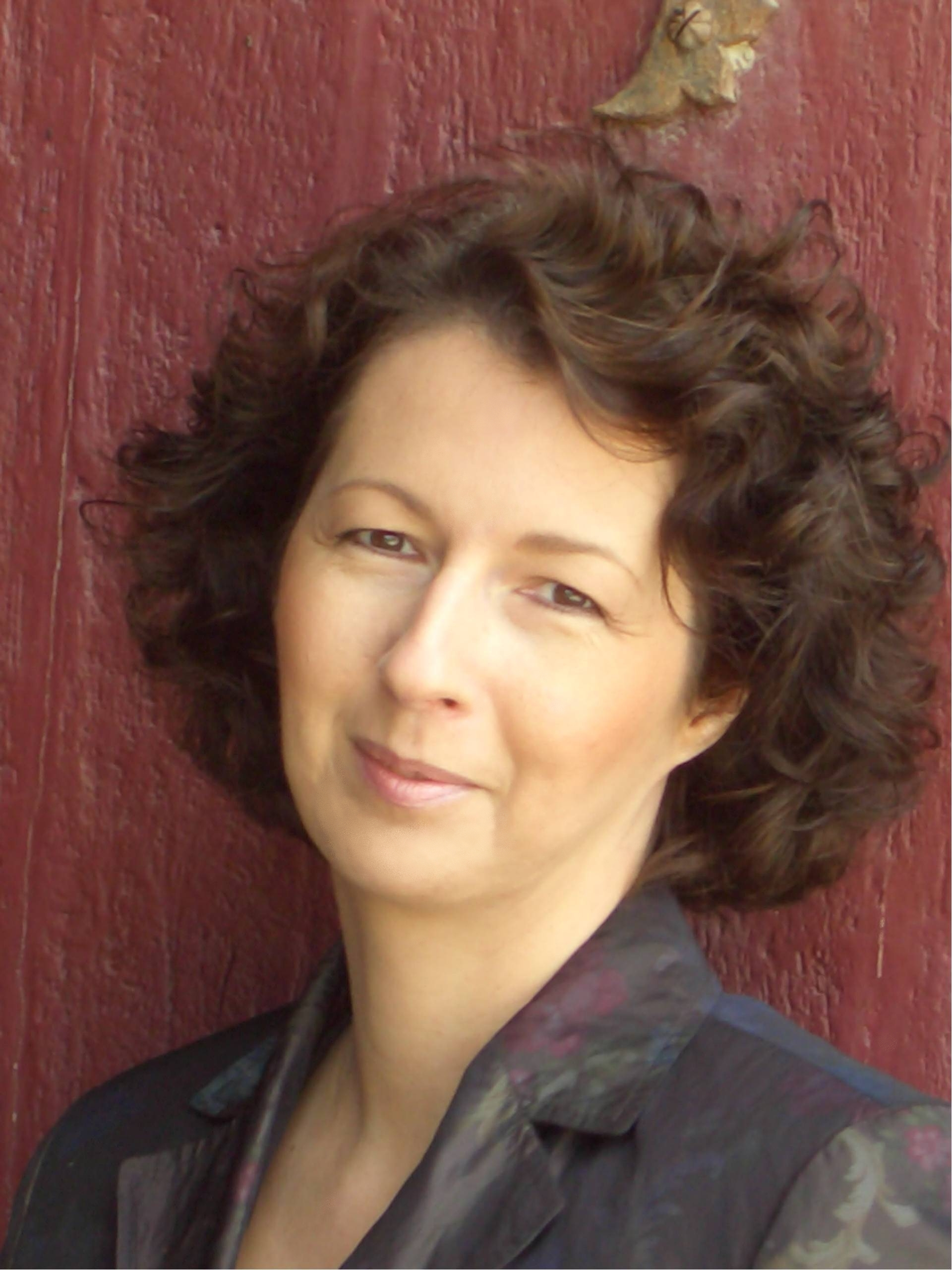
Katia Fox

Katia Fox (* 13. Mai 1964 in Gengenbach) ist eine deutsche Autorin. Sie schreibt historische Romane.

## Leben
Katia Fox wuchs in Deutschland und Südfrankreich auf. Fox machte 1983 Abitur und absolvierte eine Ausbildung zur Fremdsprachenkorrespondentin. Danach studierte sie Romanistik in Frankfurt und Aix-en-Provence und machte einen Abschluss als Dolmetscherin und Übersetzerin. Zunächst arbeitete sie einige Jahre als Angestellte, bevor sie sich selbständig machte. Seit 2005 ist Katia Fox hauptberuflich Schriftstellerin. Ihr Interesse gilt vor allem dem englischen Hochmittelalter. In dieser Zeit spielen auch ihre historischen Romane. Ihre Trilogie rankt sich um das Leben des legendären normannisch-englischen Ritters Guillaume le Maréchal. Katia Fox hat drei Kinder und wohnt in der Nähe von Frankfurt am Main und in der Provence.

## Werke
Die Trilogie spielt im 12. Jahrhundert.
- Das Kupferne Zeichen. Bastei Lübbe, Bergisch Gladbach 2007, ISBN 978-3-404-15700-6; als Hörbuch (2007) ISBN 978-3-7857-3769-9, und als DAISY-Hörbuch für Blinde und Sehbehinderte
- Der Silberne Falke. Bastei Lübbe, Bergisch Gladbach 2009, ISBN 978-3-404-159871, als Hörbuch (2009) ISBN 978-3-7857-3790-3.
- Der goldene Thron. Lübbe, Bergisch Gladbach 2010, ISBN 978-3-404-164400

Nach der Trilogie
- Das Tor zur Ewigkeit. Piper München Zürich 2013, ISBN 978-3-492-30076-6
- Das geheime Band. Piper Taschenbuch 2014, ISBN 978-3-492-30078-0